# Алкмеон (міфологія)
Алкмео́н (грец. Ἀλκμαίων) — син Амфіарая та Еріфіли, учасник походу епігонів проти Фів.
Повернувшись додому, вбив свою матір за те, що з її вини Амфіарай загинув у поході. Умираючи, мати прокляла сина; Алкмеон збожеволів, його постійно переслідували еринії. Оракул провістив Алкмеону, що він може звільнитися від цих переслідувань лише в країні, якої ще не було під час убивства матері. Алкмеон віднайшов спокій на щойно виниклому острові на річці Ахелой, прогнав свою дружину Арсіною і взяв шлюб з дочкою бога цієї річки Калліроєю; мав від неї синів Акарнана й Амфотера. Згодом залишив острів, щоб повернути родинні скарби, зокрема намисто Гармонії, і був убитий. Доля Алкмеона стала сюжетом старовинного епосу («Алкмайоніс») і ряду трагедій, що не збереглися.
У Фівах був храм Алкмеона.